# محمد مبوغار صار
محمد مبوغار سار مواليد 1990 في داكار السنغالية، هو روائي سنغالي يكتب بالفرنسية ويتحدث الفرنسية، فاز بجائزة جونكور لعام 2021 عن روايته «أكثر مذكرات الرجال سرية».

## سيرة ذاتية
محمد مبوغار سار، ابن طبيب، نشأ في أسرة كبيرة في ديوربال في (السنغال). زاول دراسته الثانوية في المدرسة العسكرية في Saint-Louis-du-Senegal قبل ذهابه إلى فرنسا للالتحاق بثانوية «بيار دايي» في Compiègne كي يدخل بعد ذلك مدرسة الدراسات العليا في العلوم الاجتماعية (EHESS).
روايته الأولى، التي تطوق الأرض - التي تصف حياة بلدة ساحلية صغيرة خيالية سقطت تحت سيطرة مليشيات الجهاديين الإسلاميين - حصلت في عام 2015 جائزة أحمادو كوروما للكتاب في جنيف ورواية الجائزة الكبرى ميتيس أوف سانت دينيس دي. -la-Réunion  وثمن رواية Métis لطلاب المدارس الثانوية.
في الألعاب الفرنكوفونية 2017 ، حصل على الميدالية البرونزية في فئة الأدب عن قصته القصيرة Ndënd.
حصلت روايته الثانية، Silence du chœur، وهي صورة للحياة اليومية للمهاجرين الأفارقة في صقلية - على جائزة الأدب العالمي من مهرجان Étonnants Voyageurs في سان مالو وجائزة Métis للرواية من قراء مدينة Saint-Denis في عام 2018,.
محمد مبوغار سار هو أيضًا واحد من عشرة مؤلفين مشاركين للعمل الجماعي «سيسوا أنفسكم» ! ، وهو نص ساهم فيه أيضا كل من جميدو أن وفاري نادو أيضا.
في 3 تشرين الثاني (نوفمبر) 2021، حصل على جائزة غونكور  عن روايته «أكثر ذكريات الرجال سرية»  .

## الأعمال
- 2014 : La Cale (جديد)
- 2015 : Terre ceinte ، African Presence Publishing
- 2017 : Silence du choir ، African Presence Publishing
- 2018 : De pure hommes ، Éditions Philippe Rey [24]
- 2021 : La plus secrète mémoire des hommes : roman. Éditions Philippe Rey, en coédition avec Jimsaan. ISBN:2-84876-886-X. OCLC:1266530275. مؤرشف من الأصل في 2023-03-14. اطلع عليه بتاريخ 2021-11-03.,[23][25]

## الجوائز والجوائز
- جائزة Stéphane-Hessel عن La Cale [18]
- الجائزة الكبرى لرواية Métis وجائزة رواية Métis لطلاب المدارس الثانوية 2015 عن،[26][27]
- جائزة أحمدو كرمة 2015 عن منطقة Terre girdle [27]
- جائزة رواية القراء، وجائزة بورت دوريه الأدبية وجائزة الأدب العالمي 2018 عن صمت الجوقة,[26][28][29]
- جائزة Transfuge لأفضل رواية فرنسية 2021 عن أكثر ذكريات الرجال سرية,[30][31]
- جائزة جونكور 2021 للذكرى الأكثر سرية للرجال .